# Библиография Александра Дюма
Под именем Александра Дюма-отца опубликовано огромное количество произведений — пьес, романов, новелл, исторических и мемуарных сочинений, путевых очерков, сказок. Некоторые из них Дюма написал совместно с другими авторами. В отдельных случаях он вносил минимальный вклад или даже вообще не участвовал в работе.

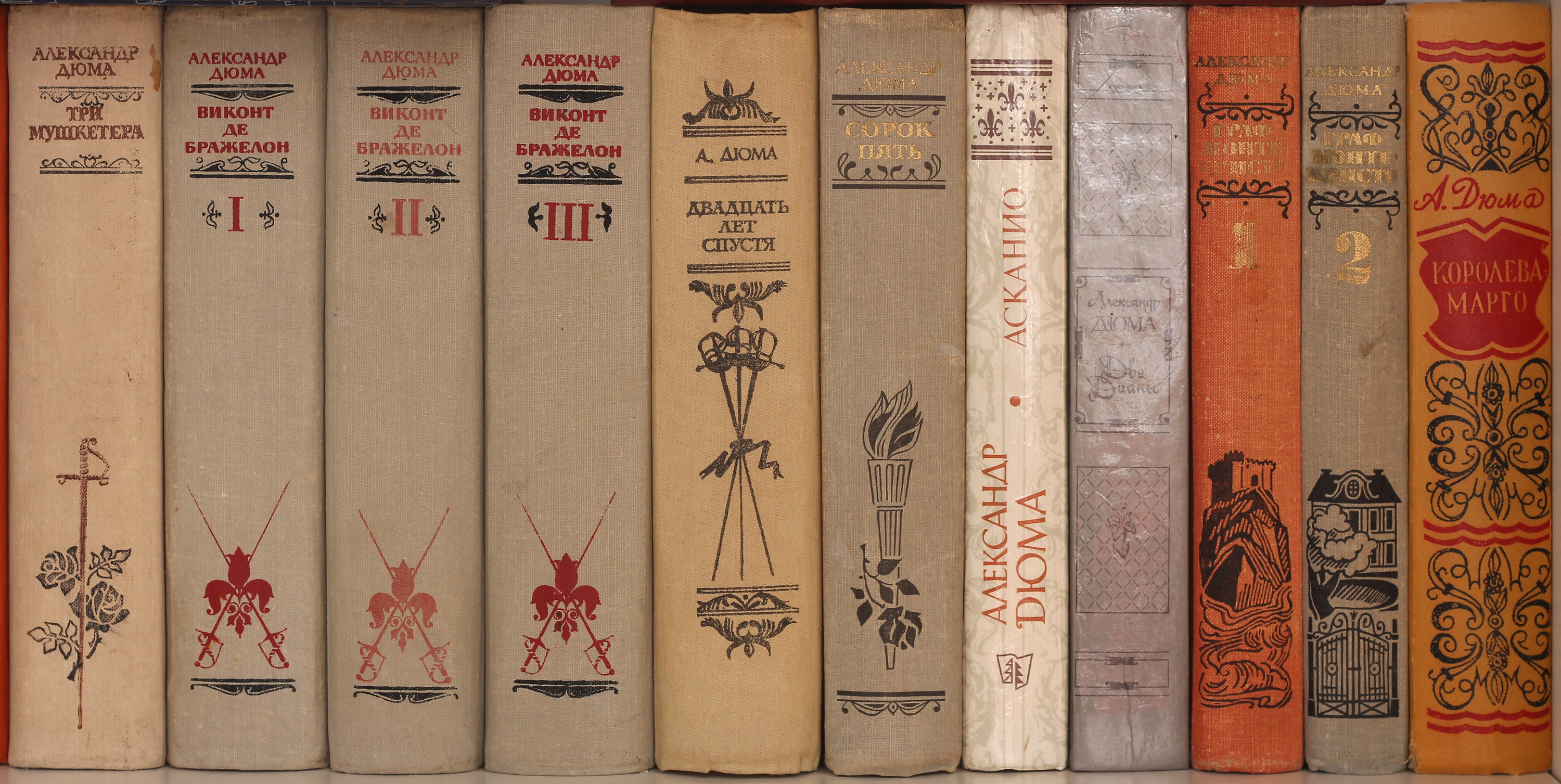
Издания 1960—1980 годов.

## Пьесы
- «Страсбургский майор» (фр. Le Mayor de Strasbourg, 1821)
- «Дружеский ужин» (1821)
- «Абенсераги» (1821)
- «Паломничество в Эрманонвиль» (1821)
- «Айвенго» (фр. Ivanhoë, 1822)
- «Охота и любовь» («La Chasse et l’Amour», 1825)
- «Свадьбы и похороны» («La Noce et l’Enterrement», 1826)
- «Фиеско де Лаванья» (фр. Fiesque de Lavagna, 1827)
- «Шотландские пуритане» (1827)
- «Двор Генриха III» («Henri III et sa cour», 1829)
- «Христина» «Christine, ou Stockholm, Fontainebleau et Rome» (1830)
- «Антони» «Antony» (1831)
- «Наполеон Бонапарт, или Тридцать лет истории Франции» «Napoléon Bonaparte ou Trente Ans de l’Histoire de France» (1831)
- «Карл VII у своих вассалов» «Charles VII chez ses grands vassaux» (1831)
- «Тереза» «Teresa» (1831)
- «Длинноволосая Эдит» (1832)
- «Муж вдовы» (1832)
- «Нельская башня» «La Tour de Nesle» (1832)
- «Ричард Дарлингтон (Ричард Дарлингтон. Член парламента)» «Richard Darlington» (1832)
- «Анжела» «Souvenirs d’Anthony» (1833)
- «Екатерина Говард» «Cathérine Howard» (1835)
- «Дон Жуан де Маранья» (1836)
- «Кин, или Гений и беспутство» «Kean» (1836)
- «Шотландец» (1836)
- «Пикилло» «Piquillo» комедийная опера
- «Калигула» «Caligula» (1837) пьеса
- «Пол Джонс» (Paul Jones, 1838)
- «Мадемуазель де Бель-Иль» «Mademoiselle de Belle-Isle» (1839) комедия
- «Алхимик» «L’Alchimiste» (1839) пьеса
- «Лео Буркарт» «Léo Burckart» (1839) пьеса
- «Брак при Людовике XV» «Un mariage sous Louis XV» (1841) пьеса
- «Лоренцино» «Lorenzino» (1842) пьеса
- «Галифакс» «Halifax» (1842) пьеса
- «Воспитанницы Сен-Сирского дома» «Les demoiselles de Saint-Cyr» (1843) комедия
- «Луиза Бернар» «Louise Bernard» (1843) пьеса
- «Поместье Дамбик» «Le Laird de Dumbiky» (1844) пьеса
- «Мушкетёры» (1845) пьеса
- «Дочь регента» (1845)
- «Сильвандир» (1845)
- «Шекспир и Дюма» (1846)
- «Катилина» «Catilina» (1847) пьеса
- «Интрига и любовь» (1847)
- «Гамлет, принц датский» (1847)
- «Королева Марго» (1847)
- «Шевалье де Мезон-Руж» «Le Chevalier de Maison-Rouge» (1847) пьеса
- «Гамлет, принц Дании» «Hamlet, prince de Danemark» (1848) пьеса
- «Монте-Кристо» (1848)
- «Молодость мушкетёров» (1849)
- «Граф Германн» (1849)
- «Зелёная шаль» (1849)
- «Охота в Шастре» «La Chasse au chastre» (1850) пьеса
- «Три антракта к «Любви-целительнице»» (1850) комедия
- «Вампир» «Le Vampire» (1851) пьеса
- «Граф де Морсер» (1851)
- «Вильфор» (1851)
- «Застава Клиши» (1851)
- «Бенвенуто Челлини» (1852)
- «Молодость Людовика XIV» «La Jeunesse de Louis XIV» (1854) пьеса
- «Мраморный резец» «Le Marbrier » (1854) пьеса
- «Сознание» «La Conscience » (1854) пьеса
- «Башня Сен-Жак-ла-Бушри» «La Tour Saint-Jacques » (1856) пьеса
- «Засов на дверях королевы» (1856)
- «Сын ночью или пират» «Le Fils de la nuit ou le Pirate » (1856) пьеса
- «Роман Эльвиры» «Le Roman d’Elvire » (1856) комедийная опера
- «Приглашение на вальс» «L’Invitation à la valse » (1857) пьеса
- «Соратники Иегу»
- «Удовлетворённая честь» (1858)
- «Властелин гор» (1860)
- Графиня де Монсоро (1860)
- «Изнанка заговора» «L’Envers d’une conspiration » (1860) пьеса
- «Лесничие» (1858) пьеса
- «Женщина без любви»
- «Ромео и Джульетта» (1864)
- «Парижские могикане» (1865)
- «Узник Бастилии» (1865) пьеса
- «Госпожа де Шамбле» (1866)
- «Граф Германн» пьеса
- «Белые и синие» (1869)
- «Габриель Ламбер» (1869)

## Исторические романы и повести
- Красная роза (1831; повесть)
- Изабелла Баварская (Chroniques de France: Isabel de Bavière; 1835; роман)
- Графиня Солсбери (La Comtesse de Salisbury; 1836; роман)
- Эдуард III (Édouard III; 1836; роман)
- Правая рука кавалера де Жиака (Пьер де Жиак, La Main droite du Sire de Giac: 1425—1426; 1836; повесть)
- Актея (Acté; 1837; роман)
- Шевалье д’Арманталь (Le Chevalier d’Harmental; 1841—1842; роман)
- Приключения Лидерика (Aventures de Lydéric, grand-forestier de Flandre; 1842; повесть)
- Асканио (Ascanio ou l’Orfèvre du roi; 1843; роман)
- Три мушкетера (Les Trois Mousquetaires; 1844; роман)
- Дочь регента (Une fille du régent; 1844; роман)
- Двадцать лет спустя (Vingt ans après; 1845; роман)
- Королева Марго (La Reine Margot; 1845; роман)
- Шевалье де Мезон-Руж (Le Chevalier de Maison-Rouge; 1845—1846; роман) (описываемые события 1793)
- Графиня де Монсоро (La Dame de Monsoreau; 1846; роман)
- Две Дианы (Les Deux Diane; 1846; роман)
- Бастард де Молеон (Le Bâtard de Mauléon; 1846; роман)
- Жозеф Бальзамо (Записки врача) (Joseph Balsamo; 1846—1848; роман) (описываемые события с 1768 по 1774)
- Сорок пять (Les Quarante-Cinq; 1847; роман)
- Виконт де Бражелон, или Ещё десять лет спустя (Le Vicomte de Bragelonne, ou Dix ans plus tard; 1847—1850; роман)
- Ожерелье королевы (Le Collier de la Reine; 1849—1850; роман) (описываемые события с 1781 по 1785)
- Анж Питу (Ange Pitou; 1851; роман) (описываемые события с июля 1789 по 6 октября 1789)
- Паж герцога Савойского (Le page du duc de Savoie; 1852; роман)
- Графиня де Шарни (La Comtesse de Charny; 1852—1856; роман) (описываемые события с 6 октября 1789 по 15 февраля 1794)
- Исаак Лакедем (Isaac Laquedem; 1853; роман) — не окончен
- Капитан Ришар (Le Capitaine Richard; 1854; роман)
- Царица сладострастия (La Dame de Volupté; 1855; роман)
- Виктор Амадей III (De Victor Amédée III à Charles Albert; 1856; роман)
- Соратники Иегу (Тайный заговор) (Les Compagnons de Jéhu; 1857; роман)
- Предсказание (L’Horoscope; примерно 1858 или 1854; роман)
- Волчицы из Машкуля (Les Louve de Machecouls; 1858; роман)
- Мемуары Горация (1860)
- Волонтер девяносто второго года (René d’Argonne, René Besson: un témoin de la Révolution {Le Volontaire de '92}) (1862; роман)
- Робин Гуд — король разбойников (Принц отверженных) (Le Prince des voleurs; 1863?; роман)
- Робин Гуд в изгнании (Robin Hood le proscrit; 1863?; роман)
- Луиза Сан-Феличе (La San-Felice; 1863—1865; роман-эпопея)
- Две королевы (Les Deux Reines; 1864; роман)
- Белые и синие (Les Blancs et les Bleus; 1867; роман)
- Шевалье де Сент-Эрмин (Le Chevalier de Sainte-Hermine; роман; 1869) — не окончен
- Каролина Брауншвейгская, королева адюльтера (1872)

## Романы и повести о современности
- Амори (Amaury; 1844; роман)
- Габриель Ламбер (Gabriel Lambert; 1844; повесть)
- Граф Монте-Кристо (Le comte de Monte Cristo; 1844—1846; роман)
- Любовное приключение (Une Aventure d’amour: un voyage en Italie; 1859—1860; повесть)
- Приключения Джона Дэвиса (Aventures de John Davys; 1839; роман)
- Катрин Блюм (Catherine Blum; 1854; роман)
- Могикане Парижа (Les Mohicans de Paris; 1854—1855; роман)
- Сальватор (Salvator; 1855—1859; роман)
- Учитель фехтования (Memoires d’un maitre d’armes; 1840; роман)
- Госпожа де Шамбле (Мадам де Шамбле) (Madame Chamblay, ou Ainsi soit-il!; 1858; роман)
- Жорж (Georges; 1843; роман)
- Прусский террор (La Terreur prussienne, souvenirs dramatiques; 1867; роман)
- Сын каторжника (Господин Кумб) (Le Fils du forçat, ou Monsieur Coumbes, ou Histoire d’un cabanon et d’un chalet; 1859; роман)

## Исторические хроники
- Галлия и Франция (Gaule et France) (1833; очерк)
- Гвельфы и Гибеллины (Guelfes et Gibelins) (1836; очерк)
- Жанна д’Арк (Жанна девственница) (Jeanne la pucelle, 1429—1431) (1842; очерк)
- Карл Смелый (Charles le Téméraire) (1857; очерк)
- Дорога в Варенн (La Route de Varennes) (1858; очерк)
- Драма 93-го года (очерк; 1858)
- Наполеон (Бонапарт) (Napoléon) (1839; очерк)
- Последний король французов (очерк)
- Цезарь (очерк)
- Медичи (Les Médicis) (1845; очерк)
- Стюарты (Les Stuarts) (1840; очерк)
- Гарибальдийцы (Mémoires de Garibaldi) (1862; очерк)
- Регентство (очерк)

## Великие люди в домашнем халате
- Цезарь (1855; очерк)
- Октавиан Август (1857; очерк)
- Генрих IV (Henri IV) (1855; очерк)
- Людовик XIII и Ришельё (Louis XIII et Richelieu) (1856; очерк)
- Людовик XIV и его век (Louis XIV et son siècle) (1844; очерк)
- Людовик XV и его двор (Louis XV et sa cour) (1849; очерк)
- Людовик XVI и революция (очерк)

## Преступление и наказание
- Адская бездна («Le trou de l’enfer») роман (1850)
- Бог располагает («Dieu dispose») роман (1851)

## Сотворение и искупление
- Таинственный доктор («Le Docteur mystérieux») (1870) роман
- Дочь маркиза («La Fille du Marquis») (1870) роман

## Прочее
- «Ашборнский пастор» (Le Pasteur d’Ashbourn) (1853) роман
- «Блэк» (Black) (1858) роман
- «Воды Экса» (Les Eaux d’Aix) (1833) повесть
- «Голубка» (La Colombe, 1850) повесть
- «Женитьбы папаши Олифуса» (Les Mariages du Père Olifus) (1849) повесть
- «Жиль Блас в Калифорнии» (Un Gil Blas en Californie (Californie: Un an sur les bords du San Joaquin et du Sacramento)) (1852) повесть
- «Замок Эпштейнов (Альбина)» «Le Château d’Eppstein» (1843) роман
- «Инженю» «Ingénue» (1854) роман
- «Исповедь маркизы» «Lts Confession de la marquise» (1855—1857) роман
- «Исповедь фаворитки» (Souvenirs d’une favorite (Confessions d’une favorite; Les Amours de Lady Hamilton)) (1863—1864) роман
- «История моих животных» (Histoire de mes bêtes) (1855—1866)
- «Капитан Памфил» (Le Capitaine Pamphile) (1839) роман
- «Капитан Поль» (Le Capitaine Paul) (1838) роман
- «Княгиня Монако» (Vie et Aventures de la princesse de Monaco) (1854) роман
- «Консьянс блаженный» (Conscience l’innocent (Dieu et Diable; Le bien et le mal)) (1852) роман
- «Корсиканские братья (Корсиканское семейство)» (Les Frères corses) (1844) роман
- «Красный сфинкс» (Le Comte de Moret (Le Sphinx Rouge)) (1865—1866) роман
- «Мадам Лафарг» (Madame Lafarge)
- «Маркиза д’Эскоман» (La Marquise d’Escoman) (1860) роман
- «Мэтр Адам из Калабрии» (Maître Adam le calabrais) (1839) повесть
- «Монсеньор Гастон Феб» (Monseigneur Gaston Phoebus. Chronique dans laquelle est racontee l’histoire du demon familier du Sire de Corasse) повесть (1838)
- «Ночь во Флоренции» (Une nuit à Florence sous Alexandre de Médicis) (1861) роман
- «Огненный остров» (L'Île de feu (Le Médecin de Java)) (1859) роман
- «Олимпия Клевская» (Olympe de Clèves) (1852) роман
- «Отон-лучник» (Othon, l’archer) (1839) повесть
- «Охотник на водоплавающую дичь» (Le chasseur de sauva-gine)(1858) роман
- «Папаша Горемыка» (1860)
- «Парижане и провинциалы» (Parisiens et provinciaux) (1866) роман
- «Паскуале Бруно» (Pascal Bruno) (1837) повесть
- «Пират» (1856)
- «Полина» (La Salle d’armes / Pauline, 1838) роман
- «Предводитель волков (Волчий вожак)» (Le Meneur de loups) (1857) роман
- «Приглашение к вальсу» (L’Invitation à la valse) (1857)
- «Роман о Виолетте» (Le Roman de Violette) (1870) повесть
- «Сальтеадор» (El Salteador) (1854) роман
- «Сесиль (Подвенечное платье)» «Cécile ou la Robe de noces» (1843) роман
- «Сильвандир» «Sylvandire» (1843) роман
- «Фернанда» «Fernande» (1844) роман
- «Чёрный тюльпан» «La tulipe noire» (1850) роман
- «Безухий Жако» (1860)

## Сборники
- «История знаменитых преступлений» (Les Crimes célèbres, 1839—1841)
  - «Ванинка» (Vaninka) повесть
  - «Иоанна Неаполитанская» или «Жанна Неаполитанская» (Jeanne de Naples) повесть
  - «Семейство Ченчи» ( Les Cenci) (1839) повесть
  - «Карл Людвиг Занд» ( Karl Ludwig Sand) (1839) повесть
  - «Мюрат» (Murat) (1838) рассказ
  - «Мария Стюарт» ( Marie Stuart) повесть
  - «Семейство Борджа» (Les Borgia) повесть
  - «Железная маска» (L’homme au masque de fer) (1841) повесть
  - «Дёрю» (Derues) повесть
  - «Маркиза де Бренвилье» ( La marquise de Brinvilliers) (1839) повесть
  - «Маркиза де Ганж» (La marquise de Ganges) повесть
  - «Урбен Грандье» (Urbain Grandier) повесть
  - «Кровопролития на юге» (Massacres du Midi) повесть
  - «Графиня де Сен-Жеран» (La comtesse de Saint-Géran) повесть
  - «Низида» (Nisida) повесть
  - «Мартен Герр» (Martin Guerre) повесть
  - «Али-паша» (Ali Pacha) (1841) повесть
  - «Вдова Константен» (La Constantin) (1841) повесть
- «Тысяча и один призрак» (Les Mille et Un Fantômes)
  - «День в Фонтене-о-Роз (Тысяча и один призрак)» (Les Mille-et-un fantômes: Une Journeé à Fontenay-aux-Roses) (1849) повесть
  - «Джентльмены Сьерры-Морены и чудесная история дона Бернардо де Суньиги (Дон Бернардо де Суньига)» (Les Gentilshommes de la Sierra-Morena) (1849) новелла
  - «Женщина с бархаткой на шее» (La Femme au collier de velours) (1850) повесть
  - «Завещание господина де Шовелена» (Le Testament de Monsieur Chauvelin) (1849) повесть
  - «Обед у Россини, или два студента из Болоньи» (Un Dîner chez Rossini (Les deux étudiants de Bologne) (1849) рассказ
- «Драмы на море» (Les Drames de la mer)
  - «Бонтеку» (Bontekoe))1852) рассказ
  - «Приключения капитана Мариона» (Le Capitaine Marion) (1852) рассказ
  - «Кент» (Le Kent) (1852) рассказ
  - «Юнона» (La Junon) (1852) рассказ
- «Записки полицейского (Записки полицейского, или Девять уголовных следствий)» (Stories of a Detective) (1859)
  - «Жестокосердный Джексон» рассказ
  - «Мономания» рассказ
  - «X, Y, Z» рассказ
  - «Двойняшки» рассказ
  - «Невинно осуждённый» рассказ
  - «Вдова» рассказ
  - «Мэри Кингсфорд» рассказ
  - «Ловкие мошенники» рассказ
  - «Ловля» рассказ
- «Воспоминания Антони» (Souvenirs d’Antony) (1835—1844)
  - «Керубино и Челестини (Калабрийские бандиты)» (Cherubino et Celestini) (1833) повесть
  - «Кучер кабриолета» (Le Cocher de Cabriolet) (1831) рассказ
  - «Красная роза (Невеста республиканца)» (La Rose Rouge) (1831) повесть
  - «Бал-маскарад (Маскарад)» (Un Bal masqué) (1833) рассказ
  - «Жак I и Жак II. Фрагменты истории» (Jacques I et Jacques II. Fragmens Historiques) (1835) повесть
  - «Бернар» (Bernard) (1842) рассказ
  - «Кюре Шамбар» (Le Curé de Chambard) (1844) рассказ
- «Пракседа» (Praxède) (1841)
  - «Пракседа» (Praxède) (1841) рассказ
  - «Педро Жестокий» (Pierre le Cruel) (1839) рассказ
  - «Дон Мартин ди Фрейташ (Верность до гроба)» (Don Martin de Freytas) (1839) повесть
- «Современные новеллы» (Nouvelles contemporaines) (1826)
  - Лоретта, или Свидание (Laurette (Le Rendez-vous)) (1826) рассказ
  - Бланш де Больё, или Вандейка (Blanche de Beaulieu, ou La Vendéene) (1826) рассказ
  - Мари (Marie) (1826) рассказ

## Рассказы, не вошедшие в циклы или в сборники
- «Елена» рассказ
- «Карл Великий» (Chronique de Charlemagne) (1842) рассказ
- «Пипин Короткий» (Chronique de Roi Pépin) (1842) рассказ
- Невероятная история (Histoire d’un mort racontée par lui-même (Invraisemblance)) (1844) рассказ
- Ловля сетями (La Pêche aux filets) (1845) рассказ
- Эрминия (Амазонка) (Herminie (Une Amazone)) (1845) рассказ
- Шкаф красного дерева (L’armoire d’acajou) (1868) рассказ
- Самоотверженность бедняков (Le Dévouement des pauvres. Petite histoire en quatre ou cinq chapitres) (1868) очерк

## Путевые впечатления
- «Путевые впечатления (Швейцария)» (1832)
- «15 дней на Синае (Путешествие в Египет)»
- ««Быстрый», или Танжер, Алжир и Тунис» (Le Veloce ou Tanger, Alger et Tunis) (1851)
- «Валахия»
- «Вилла Пальмьери» (La Villa Palmieri) (1843)
- «Путевые впечатления. В России (Из Парижа в Астрахань. Свежие впечатления от путешествия в Россию)» (De Paris à Astrakan: Nouvelles impressions de voyage) (1862)
- «Письма из Санкт-Петербурга» (Lettres sur le servage en Russie) (1859)
- «В Швейцарии» (Impressions de voyage : Suisse) (1851)
- «Год во Флоренции» (Souvenirs de voyage : Une année à Florence) (1841)
- «Из Парижа в Кадис» (Impressions de voyage : De Paris à Cadix) (1847)
- «Кавказ» (Le Caucase: Impressions de voyage; suite de En Russie) (1859)
- «Капитан Арена» (Le Capitaine Arena) (1842)
- «Корриколо» (Le Corricolo) (1842)
- «Прогулки по берегам Рейна» (Excursions sur les bords du Rhin) (1841)
- «Сперонара» (Le Speronare) (1842)
- «Счастливая Аравия» (1857)
- «Юг Франции» (Nouvelles Impressions de voyage (Midi de la France)) (1841)

## Автобиографическая проза
- Вандейские записки (1830)
- Мои мемуары
- Новые мемуары
- Театральные воспоминания
- «Жизнь артиста» или «Скитания и приключения одного актера» (Une vie d’artiste, 1854)
- «Мертвые обгоняют нас» (Les morts vont vite, 1861)

## Очерки
- Беседы
- «Итальянцы и фламандцы (История живописи)» очерк
- «Девочки, содержанки и куртизанки (Проститутки, лоретки, куртизанки)» (Filles, Lorettes et Courtisanes, 1843) очерк
- «Папа перед Евангелиями» очерк
- «Последний год Мари Дорваль» (1849)
- «О происхождении разбоя…» (1862)

## Сказки
- Сборник «Папаша Жигонь (Сказки папаши Клуши)» (Le Père Gigogne) (1845—1860)
  - «Заяц моего деда» (Le Lièvre de mon grand-père) (1856) повесть
  - «Русалочка (Сиреночка)» (La Petite Sirène) (1859) сказка
  - «Кегельный король» (Le Roi des quilles) (1859) сказка
  - «Пьер и гусыня» (Pierre et son oie) (1860) сказка
  - «Белоснежка» (Blanche de Neige) (1858) сказка
  - «Волшебный свисток» (Le Sifflet enchanté) (1859) сказка
  - «Человек, который не мог плакать» (L’Homme sans larmes) (1859) сказка
  - «Гордячка Тини (Тщеславная Тини)» (Tiny la Vaniteus) (1860) сказка
  - «Пьеро (Юность Пьеро)» (La Jeunesse de Pierrot (Le Roi de Bohème, Conte de Fée, Renfermant la Première Partie de la Vie et des Aventures de Pierrot)) (1853) повесть
  - «Медовая каша графини Берты (Предание о графине Берте)» (La Bouillie de la comtesse Berthe) (1845) повесть
- Сборник «Сказочник» (L’Homme aux contes) (1857—1860)
  - «Оловянный солдатик и бумажная танцовщица» (Le Soldat de plomb et la danseuse de papier) (1857) сказка
  - «Маленький Жан и большой Жан» (Petit Jean et Gros Jean) (1857) сказка
  - «Король кротов и его дочь» (Le Roi des taupes et sa fille) (1857) сказка
  - «Снежная королева» (La Reine des neiges) (1859) сказка
  - «Два брата» (Les Deux frères) (1859) сказка
  - «Храбрый портняжка» (Le Vaillant petit tailleur) (1857) сказка
  - «Гигантские руки» (Les Mains géantes) (1859) сказка
  - «Коза, портной и трое его сыновей» (La Chèvre, le tailleur et ses trois fils) (1858) сказка
  - «Святой Непомук и сапожник» (Saint Népomucène et le savetier) (1860) сказка
- Сказки разных лет
  - «Себялюбец» (L'Égoïste) (1844) сказка
  - «Никола-философ» (Nicolas le Philosophe) (1857) сказка
  - «Тщеславный мячик и рассудительный волчок» (La balle ambitieuse et le sabot philosophe) (1859) сказка
  - «Душа, которой предстояло родиться» (Une âme à naître) (1844) сказка
- «История Щелкунчика» (Histoire d’un casse-noisette) (1844) повесть

## Поэзия
- «Той самой...» стихотворение

## Словари
- «Большой кулинарный словарь» (Большой кулинарный словарь[фр.]*; Le grand dictionnaire de cuisine) 1873 словарь

## Произведения, приписываемые Дюма
- Сын Портоса
- Последний платёж